# Apothecium

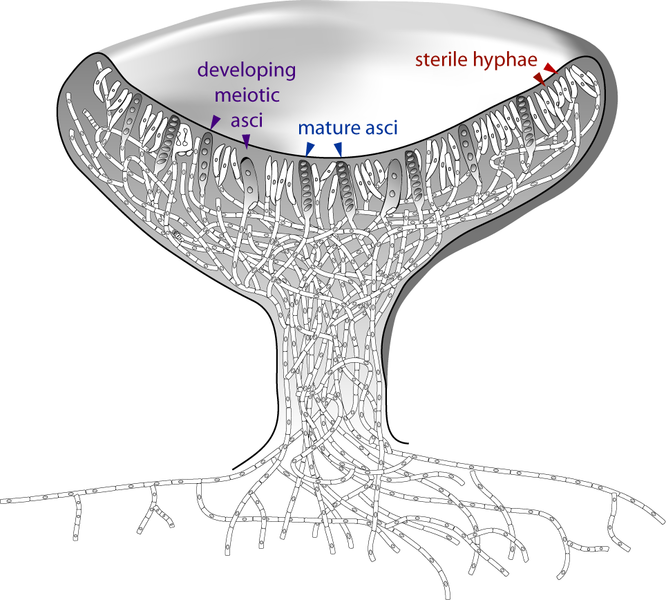
Querschnitt durch ein Apothecium mit sterilen Pilzhyphen und eingebetteten Asci unterschiedlichen Reifegrades

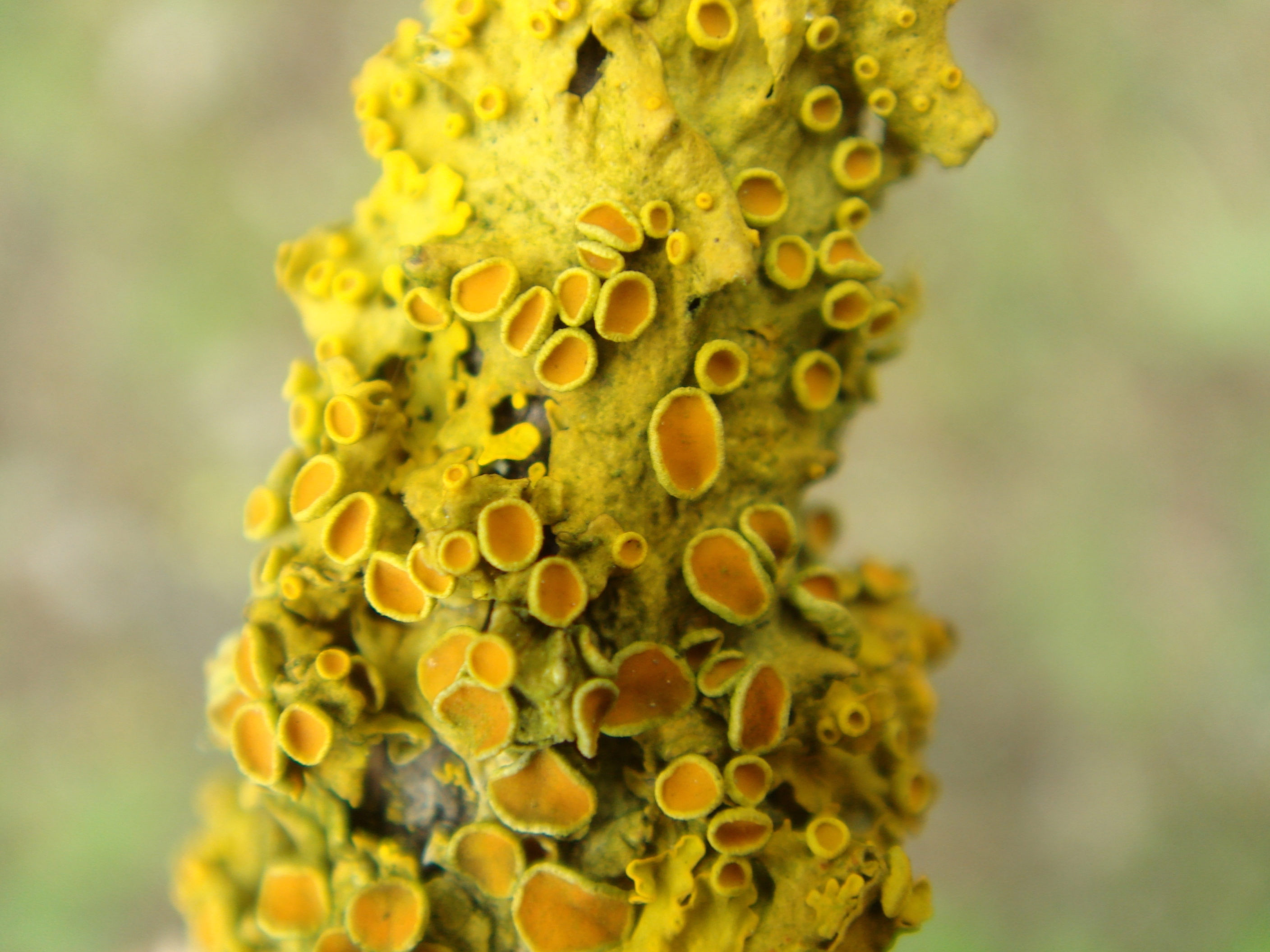
Blattflechte (Xanthoria parietina) mit Apothecien

Apothecium (Plural: Apothecien) ist ein Begriff aus der Pilz- beziehungsweise der Flechtenkunde (Mykologie und Lichenologie). 
Als Apothecien bezeichnet man offene, schüssel-, scheiben- oder becherförmige Fruchtkörper bei Schlauchpilzen (Ascomyceten) oder Flechten. Das Sporenlager liegt hier – im Gegensatz zum abgeschlossenen Perithecium – frei. Die Sporen entstehen in Schläuchen (Asci), die zwischen sterilen Pilzhyphen (Paraphysen) in einer Fruchtschicht (Hymenium) angeordnet sind.
Apothecien bestehen im Wesentlichen aus einer Scheibe und einem Rand (Excipulum). Erstere wird durch das Hymenium gebildet, das in das Hypothecium eingebettet ist; die oberste Schicht wird Epihymenium genannt. Bei Flechten kann der Rand Algenzellen enthalten. Er besitzt dann etwa die gleiche Farbe wie die übrige Flechte und wird als Lagerrand bezeichnet; Flechten dieses Typs heißen lecanoroid. Ist der Rand frei von Algenzellen und besteht damit nur aus Pilzhyphen, spricht man von einem Eigenrand; Flechten dieses Typs werden als lecideoid bezeichnet.
Traditionell werden Apothecien bildende Pilze als Discomyceten, Perithecien bildende als Pyrenomyceten bezeichnet. Mit den Verwandtschaftsverhältnissen hat diese Einteilung nichts zu tun. Analog dazu werden die Flechten je nach der Form der Fruchtkörper in Discolichenes und Pyrenolichenes eingeteilt.

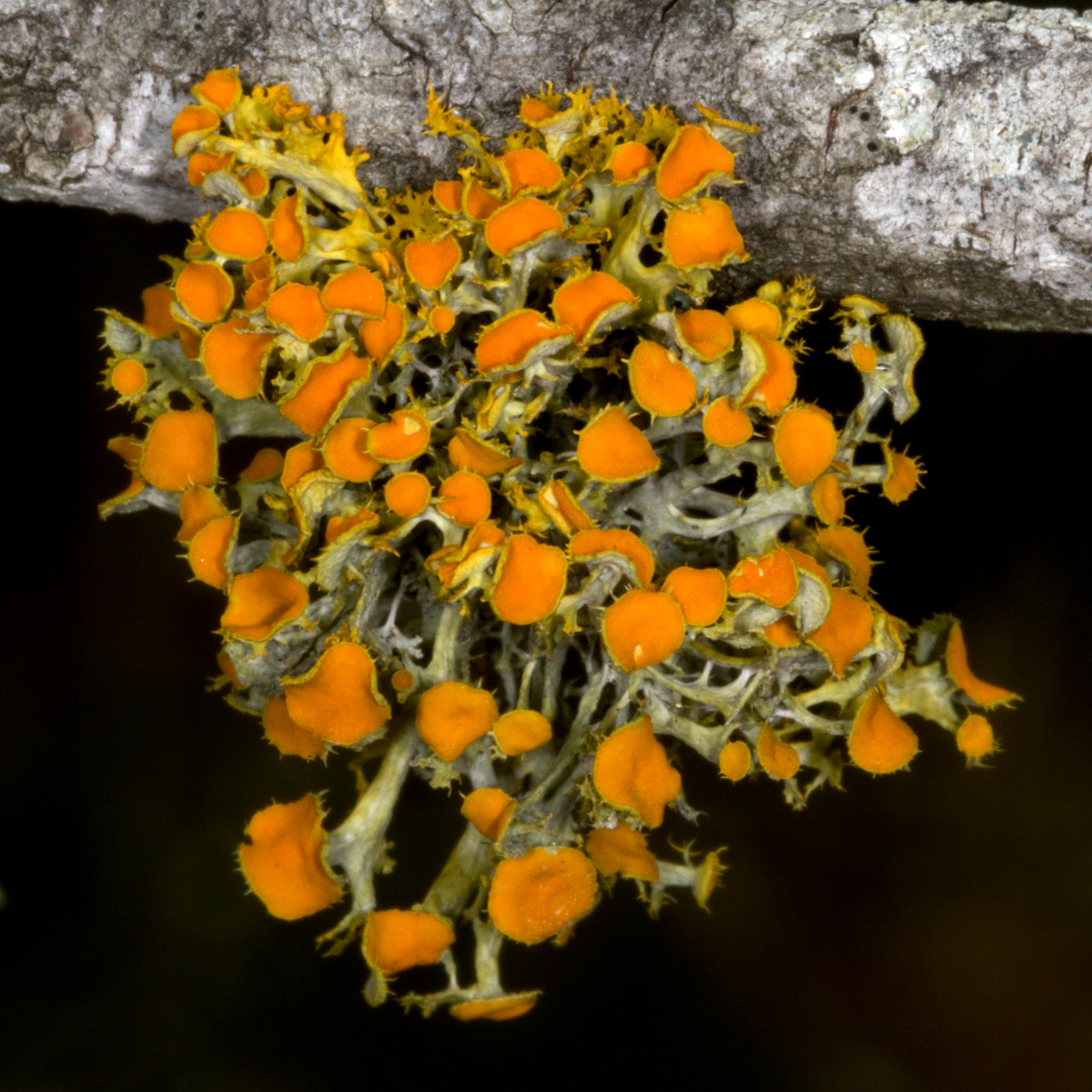
Apothecien von Teloschistes chrysophthalmus
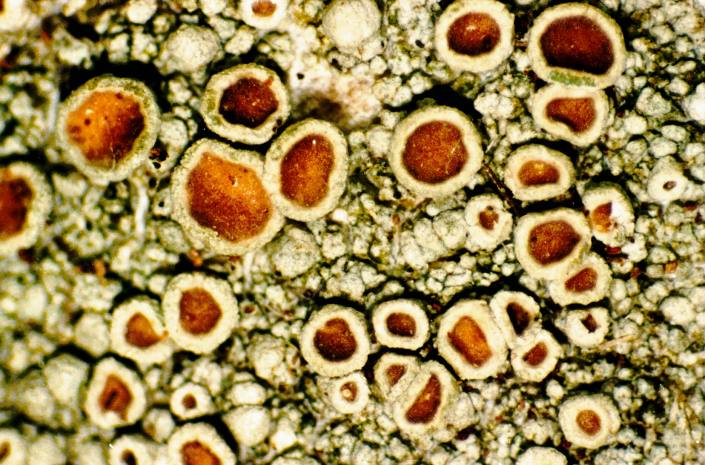
Apothecien von Lecanora pulicaris
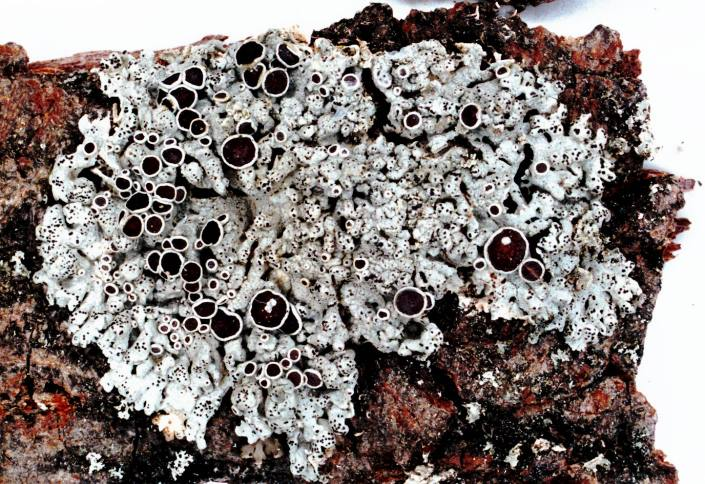
Apothecien von Physcia stellaris
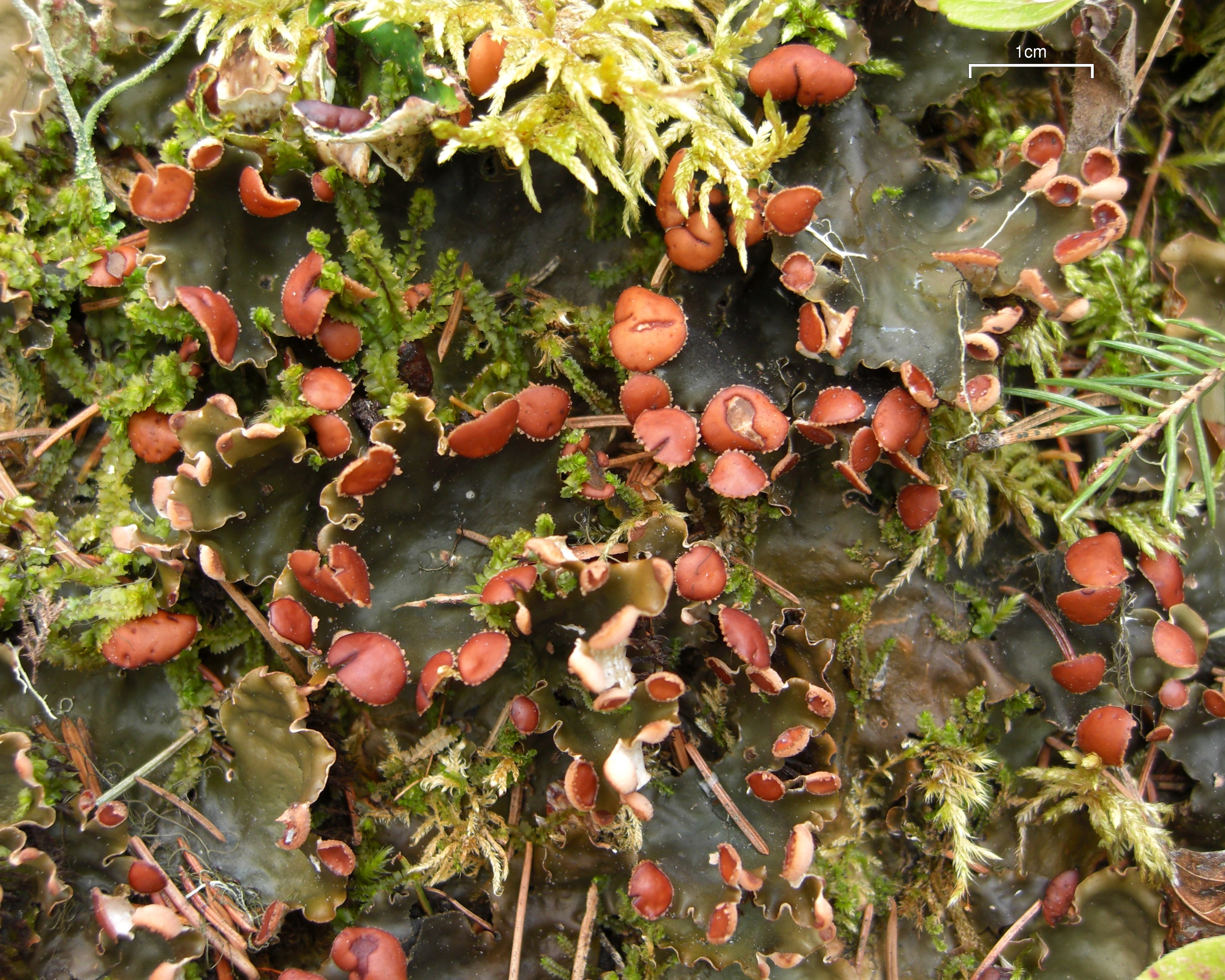
Apothecien von Peltigera horizontalis
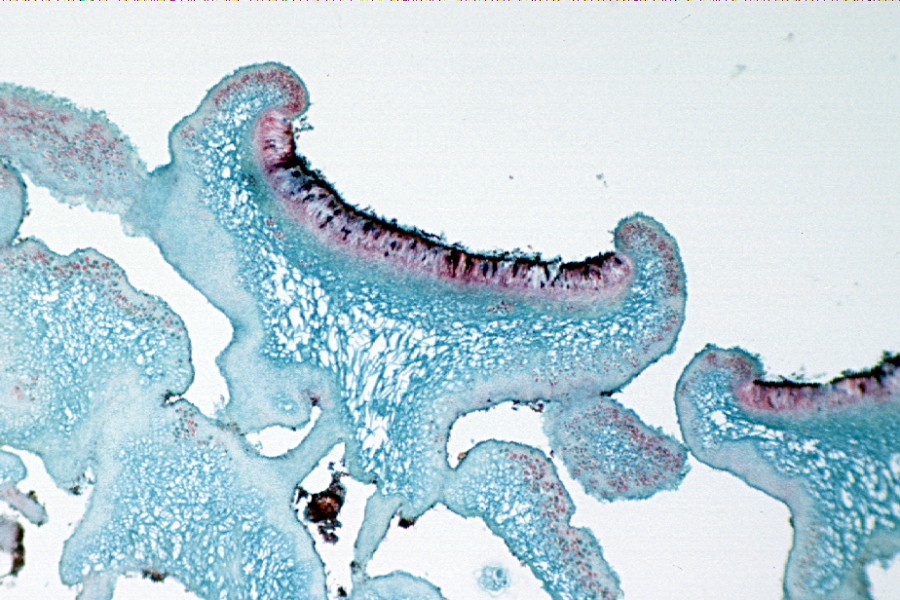
Schnitt durch ein Apothecium der Gattung Physcia
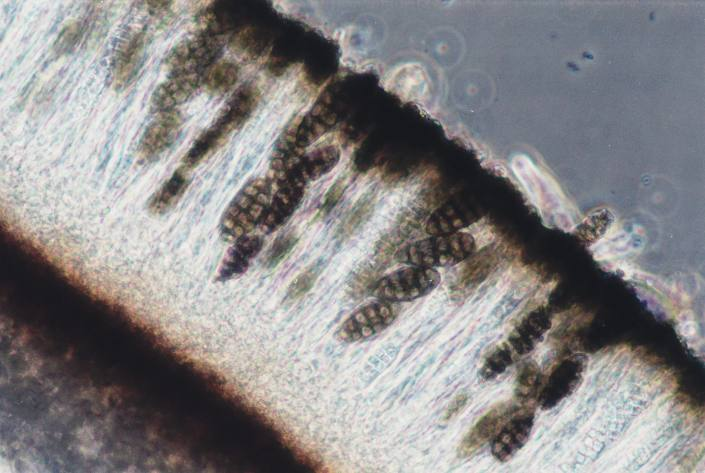
Schnitt durch ein Apothecium von Diploschistes muscorum